# Geschubde specht
De geschubde specht (Celeus undatus) is een vogel uit de familie Picidae (spechten). De soort werd in 1766 door Carl Linnaeus beschreven.

## Kenmerken
De vogel is 23 tot 26 cm lang. Het is een overwegend kastanjebruin gekleurde, middelgrote specht. Van boven is de specht donkerder bruin met zwarte strepen die de vogel een "geschubd" uiterlijk geven. De buik, borst en kop zijn wat lichter bruin, met op de kop een markante kuif.

## Verspreiding en leefgebied
De vogel komt voor in het noorden van Zuid-Amerika. De leefgebieden liggen in diverse typen bosgebieden, variërend van dicht vochtig regenwoud tot spaarzaam met bomen beboste savane.

## Ondersoorten
- C. u. amacurensis : noordoostelijk Venezuela
- C. u. undatus: Oost-Venezuela, Guyana, Suriname, Frans-Guyana en noordoostelijk Brazilië.
- C. u. multifasciatus: zuidelijk van de Amazone in Brazilië.
- C. u. verreauxii: Oost-Ecuador en noordoostelijk Peru
- C. u. grammicus: zuidoostelijk Colombia, Zuid- Venezuela en Frans-Guyana tot noordoostelijk Peru en het westen van Brazilië
- C. u. subcervinus: Midden-Brazilië
- C. u. latifasciatus: Zuidoostelijk Peru en zuidwestelijk Brazilië tot Noord-Bolivia

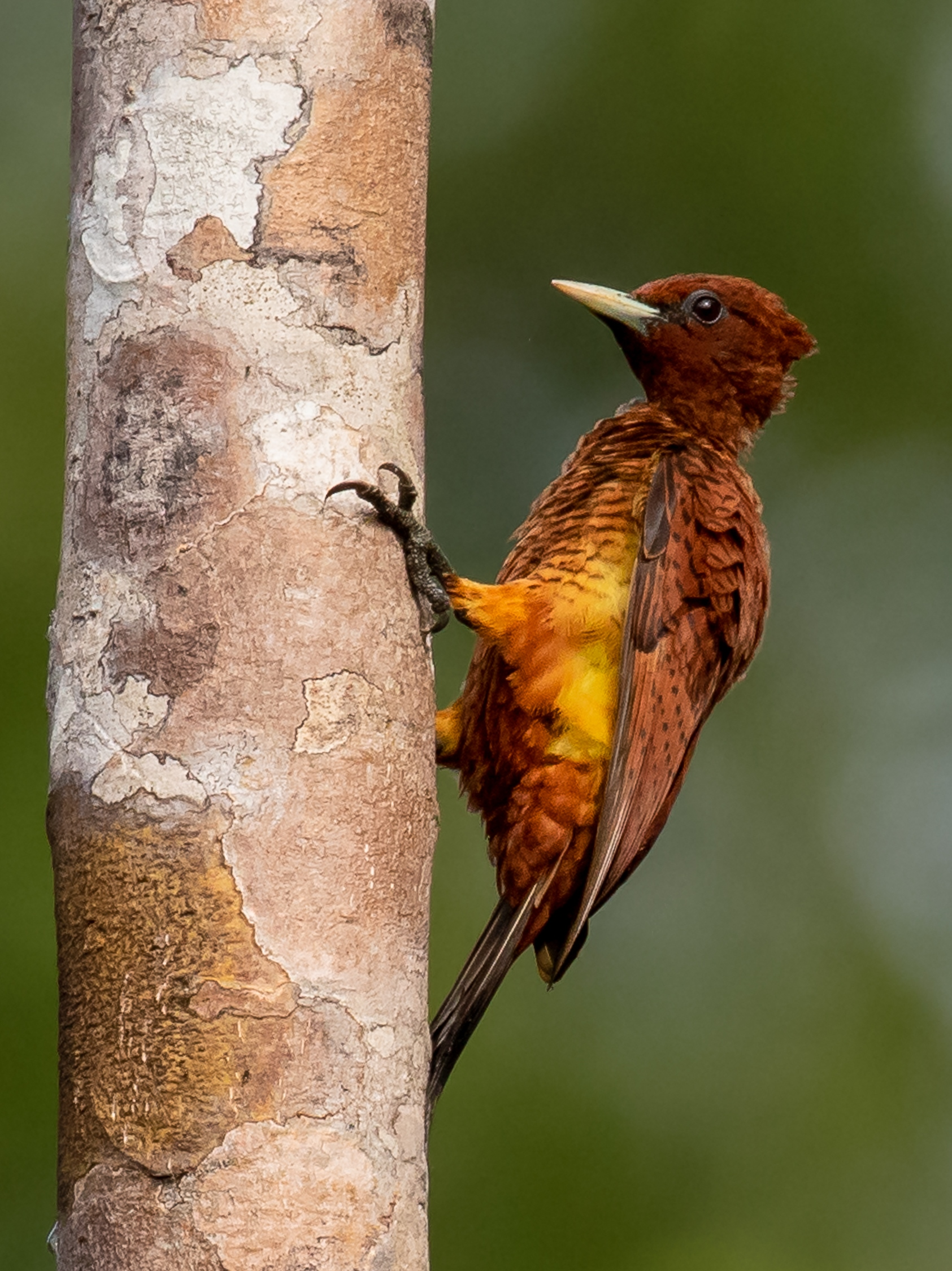
Geelflankspecht gefotografeerd in Amazonas Brazilië door Hector Bottai.

De ondersoort Celeus undulatus grammicus (geelflankspecht)  heeft volgens onderzoek gepubliceerd in 2011 en 2018 de status als aparte soort verloren; met de ondersoorten C. u. verreauxii,  C. u. subcervinus en C. u. latifasciatus staan zij op de IOC World Bird List als ondersoorten.

## Status
De populatiegrootte is niet gekwantificeerd. Het is geen algemeen voorkomende vogel. De indruk bestaat dat de soort bestand is tegen veranderingen in het habitat en dat daarom de soort niet bedreigd wordt in zijn voortbestaan.